# Mircea A. Diaconu
Mircea A. Diaconu (n. 2 octombrie 1963, Boroaia, Suceava) este un critic literar, eseist, filolog, profesor universitar român, membru al Uniunea Scriitorilor din România și decan al Facultății de Litere a Universității Sucevene din anul 2008.

## Biografie
Mircea A. Diaconu s-a născut la data de 2 octombrie 1963 în localitate Boroaia județul Suceava. 
Copilăria și-a petrecut-o în satul Orțești, comuna Drăgănești, județul Neamț unde a absolvit școala primară urmând pe urmă școala generală în comuna Drăgănești. 
La Piatra Neamț a urmat liceul de filologie-istorie „Calistrat Hogaș", în anul 1982 urmând cursurile Facultății de Filologie a Universității "Ștefan cel Mare" din Suceava - specializarea Română-Franceză - facultate pe care o absolvă în anul 1986 cu o lucrare de licență despre Nicolae Breban. Este doctor în filologie al Universității „Alexandru Ioan Cuza” din Iași din anul 1998 cu teza intitulată „Mișcarea Iconar și literatura română din Bucovina între cele două războaie mondiale”, coordonator prof. univ. dr. doc. Constantin Ciopraga.
A fost redactor șef al revistei "Bucovina Literară Arhivat în 7 august 2011, la Wayback Machine." între anii 1997 și 1998 cât și - din anul 2000 - al „Revistei Academice Meridian critic[nefuncțională]
”.
Între anii 2008 și 2012 a fost Decan, iar în prezent este prorector al Universității Ștefan cel Mare din  Suceava.

## Opera
Studiile critice ale domnului profesor Mircea A.Diaconu sunt de o diversitate alarmantă. Domnia sa, fostul decan al Facultății de Litere, actualmente prorectorul Universității Ștefan cel Mare din Suceava, se ocupa încă din teza domniei sale de doctorat publicată prin anul 2002 de o mișcare poetică mai puțin cunoscută, datorită localizării ei cam excentrice față de capitala culturală a României, Bucureștiul, dar și față de capitala culturală a Moldovei, Iașiul, unde funcționează de altfel două din marile universități ale țării. Este vorba despre mișcarea poetică Iconar, asupra căreia criticul și istoricul literar revine în Studii bucovinene, Opera omnia vol, I, volum în care face adevărate dosare monografice celor cinci reprezentanți ai mișcării, Mircea Streinul, Iulian Vesper, Traian Chelariu, George Drumur și Teofil Lianu. Ei sunt toți legați de Cernăuți, orașul universitar în care s-a format tânărul poet Mihai Eminescu, sub impactul Lepturariului lui Arune Pumnul, căruia poetul național i-a dedicat și poezia sa de debut, La mormântul lui Aron Pumnul. Domnia sa citează cele două modernități din Five Faces of Modernity, una raționalistă și cealaltă irațională. Apropos, în conferința sa dl. Antoine Compagnon, ținută cu ocazia decernării titlului de Doctor Honoris Causa al Facultății de Litere din Universitatea din București, admitea în aceeași conferință că există o posibilă paralelă între teza lui Matei Călinescu și cartea domniei sale, Antimodernii, deși el respinge ideea existenței unui postmodernism de factură franceză, adică tezele unui Francois Lyotard sau Jean Baudriilard. Profesorul Mircea A.Diaconu susține teza că, în afară de Gîndirea și de trăirismul anilor 30, a mai existat și această mișcare de la Iconar, tot a unor intelectuali de factură antimodernă, care ar fi scris împreună o istorie a literaturii alternativă celei capitaliste, cea a provinciei literare bucovinene. Dacă citești acest volum de Pagini bucovinene, îți dai seama că teoria se susține, căci argumentele rezultă din textele propriu-zise. 
Sigur, mult mai cunoscute sunt studiile sale despre Cioran, Cui i-e frică de Emil Cioran?, cu trimitere intertextuală la celebra piesă de teatru Cui i-e frică de Virginia Woolf?, a lui Edward Albee, și eseul de istorie literară publicat în anul centenarului Caragiale, I.L. Caragiale, Fatalitatea ironică. Domnia sa, însă, este un critic de poezie, ca Grigore Gricurcu sau regretatul Marin Mincu pe vremuri. Domnia sa a consacrat mai multe studii diferite poeților de la Gîndirea, celor din mișcarea Iconar, lui Cezar Baltag într-o micromonografie din seria celebră de la Aula, poeziei postmoderne, și are două volume de analize separate intitulate Fețele poeziei, Fragmente critice și Atelierele poeziei. La acestea se adaugă două eseuri monografice de ținută: primul dedicat unui autor drag moldovenilor, Calistrat Hogaș, al cărui volum Pe drumuri de munte nu mai poate fi egalat de nimeni care practică memorialistica drumeției pe cărările de cremene, cum își denumea Liviu Papadima volumul similar, și Ion Creangă, Nonconformism și gratuitate, publicat la editura Dacia în 2002.

## Publicații

#### Critică și istorie literară
- Poezia la „Gândirea”, Editura Didactică și Pedagogică, Colecția Akademos, nr. 82, București, 1997, 140 p., ISBN 973-30-5403-8
- Mircea Streinul -  Viața și opera, Prefață de Constantin Ciopraga, Editura Inst. Bucovina-Basarabia, Rădăuți, 1998, 144 p. ISBN 973-98224-1-x
- Instantanee critice, Editura Moldova, Iași, 1998, 268 p. ISBN 973-572-118-x
- Mișcarea „Iconar”. Literatură și politică în Bucovina anilor `30, Academia Română, Centrul de Studii „Bucovina”, Editura Timpul, Iași, 1999, 220 p., ISBN 973-9210-87-2
- Fețele poeziei - Fragmente critice, Editura Junimea, Iași, 1999, 204 p., ISBN 973-37-0486-5
- Cezar Baltag. Monografie, antologie comentată, receptare critică, Editura Aula, Colecția Canon, Brașov, 2000, ISBN 973-99520-5-4
- Poezia postmodernă, Editura Aula, Colecția Istoria Didactică a Literaturii Române, 2002, ISBN 973-8206-56-1 [1]
- Ion Creangă - Nonconformism și gratuitate, Editura Dacia, Colecția Discobolul, 2002, 204 p. ISBN 973-35-1510-8
- Studii și documente bucovinene, Editura Timpul, Iași, 2004, 208 p., ISBN 973-612-128-3
- La sud de Dumnezeu - Exerciții de luciditate, Editura Paralela 45, 2005, 304 p., ISBN 973-697-404-9
- Atelierele poeziei, Editura Fundației Culturale Ideea Europeană, București, 2005, 302 p., ISBN 973-7691-04-0
- Calistrat Hogaș - Eseu monografic, Editura Crigarux, Piatra Neamț, 2007, 110 p., ISBN 978-973-7799-32-6
- Poezia de la „Gândirea”, Ideea europeană, Ediția a II-a revăzută, Colecția Ediții definitive, București, 2008, 202p, ISBN 973-1925-01-5.
- Cui i-e frică de Emil Cioran?, Editura Cartea Românească, București, 2008, 270 p., ISBN 978-973-23-1954-3.
- I.L. Caragiale. Fatalitatea ironică (COLECȚIA: CRITICĂ ȘI ISTORIE LITERARĂ), Cartea Românească 2012, ISBN 978-973-23-2969-6
- Studii bucovinene, Editura TipoMoldova, Iași, 2011,  ISBN 978-973-168-583-0
- Firul Ariadnei - 10 cărți de proză (și nu numai), Editura Eikon, Cluj Napoca, 2014; ISBN  978-606-664-355-9
- Înainte și după dezmembrarea lui Orfeu. Fragmente despre poezia românească de azi, Editura Tracus Arte, București, 2014; ISBN  978-606-711-141-5
- Biblioteca română de poezie postbelică. Experiențe și existențe poetice, Studii, eseuri, cronici,Editura Universității „Ștefan cel Mare”, 2016; ISBN 978-973-666-492-2;
- Metacritice, Editura Junimea, Iași, 2018; ISBN 978-973-37-2146-8;
- Cernăuți. Obiecte pierdute, Editura Cartier, Chișinău, 2021

### Ediții
- Constantin Ciopraga 85 de ani - Dosarul unei existențe, Editura Universității Suceava, 2001, ISBN 973-8293-34-0
- Mihail Iordache - Singurătatea și tristețea oglinzilor Arhivat în 8 octombrie 2011, la Wayback Machine., I-II, Editura Timpul, Iași, 2001, ISBN 973-612-011-2.
- Mircea Streinul -- Drama Casei Timoteu, Editura Timpul, Iași, 2001, ISBN 973-8003-89-x
- Iulian Vesper - Glasul, Editura Timpul, Iași, 2001, ISBN 973-8003-89-x.
- Simion Mehedinți - Scrisori către Constantin Brătescu, Editura „Convorbiri Literare”, Iași, 2001, ISBN 973-98221-7-7.
- Lucian Valea - Viața lui George Coșbuc, I-II, Editura Timpul, Iași, 2001, ISBN 973-612-007-4.
- Traian Chelariu - În căutarea Atlantidei  (fragmente noi), Editura revistei „Convorbiri Literare”, Iași, 2003, ISBN 973-85767-2-5.
- Traian Chelariu - Zilele și umbra mea , I-II, Editura Fundației Culturale Ideea Europeană, București, 2007, 484 p., ISBN 978-973-7691-67-5; ISBN 978-973-7691-68-2; 2010, 560 p., ISBN 978-606-594-045-1

## Afilieri
- Uniunea Scriitorilor din România (1998)
- Asociația de Literatură Generală și Comparată din România (2009)
- Societatea Scriitorilor Bucovineni (1994)
- The Society for Romanian Studies (2005)

### Dicționare
- Dicționarul General al Literaturii Române, Academia Română, Editura Univers Enciclopedic, vol. II, C-D, 2004, p. 647-648 (fișă de Iordan Datcu);
- Panorama criticii și istoriei literare românești, Dicționar ilustrat, 1950-2000, Alcătuit de Irina Petraș, Editura Casa Cărții de Știință, Cluj, 2001, pp. 256–260.
- Ion Bogdan Lefter, Scriitori români din anii `80-`90. Dicționar bio-bibliografic, Volumul I, A – F, Editura Paralela 45, 2000, p. 207-208.
- Aurel Sasu, Dicționarul biografic al literaturii românei, Editura Paralela 45, 2006, vol. I, pp. 484-485.

### În volume
- Alexandru Cistelecan - Critica neliniștită - în Diacritice - Editura Curtea Veche, București, 2007, p. 246-251.
- Irina Petraș - Mircea A. Diaconu, în vol. Literatura română contemporană - O panoramă - Ideea europeană, f.a. [2008], p. 369-371.
- Gheorghe Grigurcu - Fiziologie de critic, în vol. Reflecții critice, Editura Timpul, Iași, 2008, p. 279-283
- Cristian Livescu - În căutarea „urmelor de profunzime”: Mircea A. Diaconu, în vol. Magiștri & Hermeneuți, Editura Timpul, Iași, 2007, p. 256-262.
- Constantin Cubleșan - Nonconformism și gratuitate (Mircea A. Diaconu), în vol. Ion Creangă în conștiința criticii, Editura Tribuna 2006, p. 348-354.
- Gheorghe Grigurcu - Revolta autorului împotriva operei, în volumul Post texte, Editura revistei Convorbiri Literare, Iași, 2003, p. 205-209.
- Gheorghe Grigurcu - Istorie, subistorie și supraistorie, în volumul De la un critic la altul, Editura Convorbiri Literare, Iași, 2005, p. 300-305.
- Dan Mănucă - Iconarismul - în volumul Literatură și ideologie, Editura Timpul, Iași, 2005, p. 34-42.
- Constantin M. Popa, Istoria critică a receptării lui Creangă, în volumul Lecția lui Cicero, Editura Aius, Craiova, 2005, p. 41-46.
- Irina Petraș - O carte despre Ion Creangă, în volumul Cărțile deceniului 10, Editura Casa Cărții de Știință, Cluj Napoca, 2004, p. 283-286
- Iulian Boldea - Citind sau trăind literatura, în volumul Vârstele criticii, Editura Paralela 45, 2005, p. 244-247.
- Bogdan Crețu - Farmecul discret al istoriei literare, în volumul Arpegii critice, Editura Timpul, Iași, 2005, p. 87-92.
- Emil Iordache - Instantanee critice, în volumul Cărțile de pe masă, Editura Timpul, Iași, 2000, pp. 107– 110; Trupul firav în care se ascunde un bestiar, idem, pp. 111–115.
- Dumitru Micu - Istoria literaturii române. De la creația populară la postmodernism, Editura Saeculum I.O., București, 2000, p. 747.
- Dumitru Micu - Literatura română în sec. XX, Editura Fundației Culturale Române, 2000, p. 352.
- Constantin M. Popa - Tema postmodernistă, în volumul Brațul de la Leponte, Editura Scrisul Românesc, Craiova, 2003, pp. 188–190.
- Ilie Guțan, Victoria Murărescu-Guțan - Ion Creangă. Nonconformism și gratuitate, în volumul Ion Creangă - Treptele receptării lui Creangă, Editura Alma Mater, Sibiu, 2003, p. 171-180;
- Dicționarul General al Literaturii Române, Academia Română, Editura Univers Enciclopedic, ediția a II-a, vol. III, D-G, p. 160-162, (fișă de Andrei Terian);
- Dicționarul General al Literaturii Române, Academia Română, Editura Univers Enciclopedic, vol. II, C-D, 2004, p. 647-648 (fișă de Iordan Datcu);
- Mircea Martin: în „Radicalitate și nuanță”, Tracus Arte, 2015;
- Alexandru Cistelecan: „Mircea A. Diaconu, : Fișe, schițe, portrete”, Editura Muzeul Literaturii Române, București 2018;

### În reviste
- Alexandru Cistelecan - "Hyperion" nr. 7-8-9/2010; „Familia” nr. 3/2006; nr. 4/2007;
- Mircea Muthu - „Apostrof” nr. 1/2009;
- Geo Vasile - „România Literară” nr. 5/2009;
- Dumitru Micu - „Caiete critice” pag. 5-8, 1998; „Viața Românească” pag. 6-7, 2004;
- Florin Mihăilescu - „Steaua” pag. 9-10, 1997; „Viața Românească” nr. 12, 2000;
- Gheorghe Grigurcu - „România literară” nr. 20, 1998; nr. 16-17/2003; nr. 37/2006; nr. 8 și nr. 9/2009;
- Ion Simuț - „Cuvântul” nr. 6, 1998;
- Ion Bălu - „Apostrof” nr. 10, 1997 și nr. 3, 1999;
- Dan Mănucă - „Convorbiri literare” nr. 2, 2000;
- Dimitrie Vatamaniuc - „Analele Bucovinei” nr. 2, 1999;
- Cristian Livescu - „Convorbiri literare” nr. 9, 1997 și nr. 11, 1998;
- Emil Iordache - „Convorbiri literare” nr. 10, 1998 și nr. 4, 1999;
- Cosmin Ciotloș - „România Literarâ” nr. 30, 2008;
- Doina Curticăpeanu - „Familia” nr. 3, 1998 și nr. 3, 2001;
- Vasile Spiridon, - „Hyperion” nr. 3, 2004 și „Ateneu” nr. 8, 2008;
- Th. Codreanu - „Bucovina literară” pag. 10-11, 1998 și „Steaua”, nr. 3/2003;
- Nicoleta Cliveț - „Vatra” nr. 12, 1998 și nr. 10, 1999;
- Ovidiu Morar - „Viața Românească” nr. 7, 1999;
- Cornel Munteanu - „Steaua” nr. 2, 1999; „Luceafărul” nr. 15, 2001 și „Viața Românească” nr. 12, 2003;
- Roxana Răcaru - „România literară” nr. 16, 2000, și nr. 51-52, 2001;
- Teodor Vârgolici - „Adevărul Literar și Artistic” nr. 545, 2000;
- Iulia Dondorici - „Observator cultural” nr. 60, 2001;
- Gina Puică - „Monitorul de Suceava” an VII, nr. 108, 9 mai 2001; „Obiectiv - Vocea Sucevei -” nr. 303, 27 dec. 2002 și an III, nr. 184, 8 august 2003, p. 4B; „Vatra” nr. 11-12, 2003;
- Constantin Cubleșan - „Observatorul” nr. 322, 14 mai 2001; „Cetatea Culturală” nr. 3, oct.-dec. 2003;
- Sanda Cordoș - „Vatra” nr. 2-3, 2001;
- Constantin Trandafir - „Adevărul literar și artistic” nr. 599, 8 ian. 2001; „Bucovina Literară” nr. 4-5, aprilie-mai 2004;
- Ioan Holban - „Evenimentul” an XI, nr. 3397, 14 sept. 2002; „Ziua Literară” nr. 48, 7 aprilie 2003);
- Constantin M. Popa - „Mozaicul” an V, nr. 8-9, 2002; an VI, nr. 7-8-9, 2003 și an XI, nr. 4, 2008;
- Mihaela Ursa - „Steaua” nr. 8-9, 2002;
- Cătălin Constantin - „România Literară” nr. 5, 2003;
- Adina Dinițoiu - „Observator cultural” nr. 143, 2002;
- Irina Petraș - „Contemporanul” nr. 4, 2003;
- Dana Petroșel - „Familia” nr. 5, mai 2003;
- Gheorghe Chiper - „Contrafort” nr. 12, dec. 2003;
- Mircea Popa - „Caligraf” an V, nr. 2, 2005;
- Carmen Brăgaru - „România Literară” nr. 10, 2005;
- Iulian Boldea - „Cuvîntul” nr. 7, 2005;
- Adrian Jicu - „Ateneu” nr. 11-12, 200);
- Nicoleta Sălcudeanu - „Cultura” nr. 16, 2006;
- Simona-Grazia Dima - „România Literară” nr. 22, 2006;
- Igor Mocanu - „Observator Cultural” nr. 76, 2006;
- Ionel Necula - „Contemporanul – Ideea europeană” nr. 6, 2006;
- Alex Goldiș, - „Verso”, an I, nr. 3, 7-20 iunie 2006.
- Al. Cistelecan - Schiță în cărbune: Mircea A. Diaconu, în "Hyperion", an 28, nr. 7-8-9/2010 (195-196-197), p. 144-146;
- Paul Cernat- Trăiriștii bucovineni, în "România Literară", nr. 18, 2012;
- Alexandra Teodorescu - Cui i-e frică de transdiciplinaritate sau o (re)găsire a lui Cioran, în "Transilvania", nr. 1, 2012, p. 86-92.

## Premii, mențiuni, distincții
- Premiul Societătii Scriitorilor Bucovineni pentru volumul Mircea Streinul. Viata si opera (1998)
- Premiul „Mihai Eminescu”  al Ministerului Culturii pentru volumul Poezia de la „Gândirea”, 1998
- Premiul revistei „Convorbiri literare” pentru volumul Miscarea Iconar. Literatură si politică în Bucovina anilor 30, (1999)
- Diploma de excelentă, acordată de Ministerul Culturii și Cultelor, Direcția pentru Cultură, Culte și Patrimoniul Cultural Național Suceava, Societatea Scriitorilor Bucovineni, la 65 de ani de la înființarea Societății Scriitorilor Bucovineni (22 noiembrie 2003)
- Premiul revistei „Poesis” (1998, 2005)
- Premiul Uniunii Scriitorilor din România, filiala Iași (1998, 2000, 2009)
- Premiul Uniunii Scriitorilor filiala Iași pentru eseu și istorie literară (2007)
- Premiul Frontiera „Poesis”
- Premiul Societății Scriitorilor Bucovineni (1999, 2003)
- Premiul Fundației Culturale a Bucovinei (2001, 2003, 2009)
- Nominalizare la Premiul Uniunii Scriitorilor din România (2003)
- Premiul Asociației Internaționale a Scriitorilor și Oamenilor de Artă Români – Literart XXI și al revistei „Origini”  pe anii 2004-2005 (SUA) (2006)
- Premiul Național pentru Critică a poeziei, în cadrul Atelierului Național de Poezie „Serile de la Brădiceni”, sept. 2010
- Decorat cu Ordinul Meritul Cultural în grad de Ofițer de președinția României (2004)